# 恩佐王宫

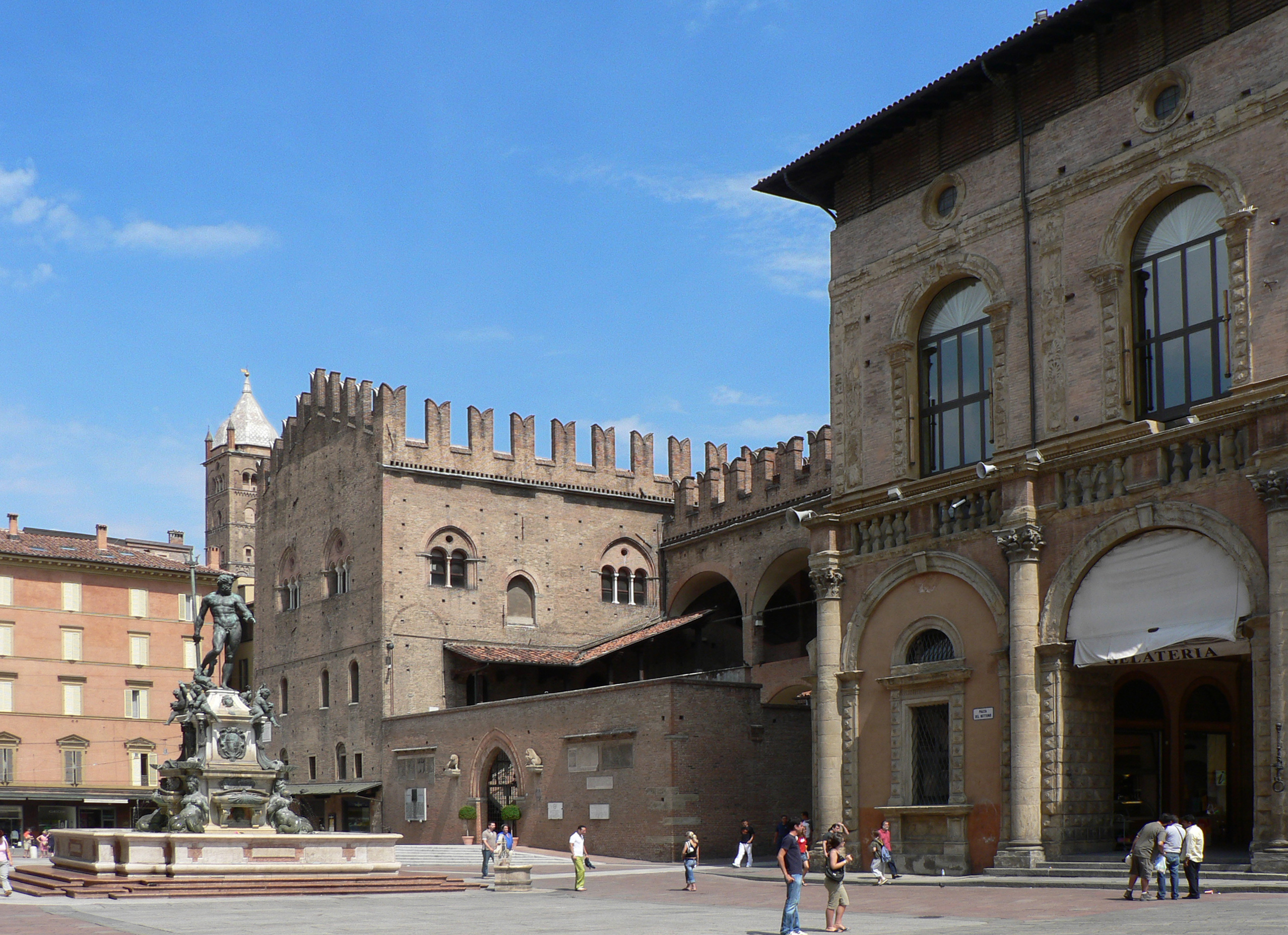
恩佐王宫

恩佐王宫（Palazzo Re Enzo）是意大利北部城市博洛尼亚的一座宫殿，得名于腓特烈二世之子撒丁的恩佐，他从1249年到1272年去世都囚禁在这里。
恩佐王宫建于1245年，为附近的波德斯塔宫的扩展。因此，它最初被称为“新宫”（Palatium Novum）。